# Battenheim
Battenheim is een gemeente in het Franse departement Haut-Rhin in de regio Grand Est. De gemeente maakt deel uit van het arrondissement Mulhouse en sinds 22 maart 2015, toen het kanton Illzach waar Battenheim deel van uitmaakte werd opgeheven, van het kanton Rixheim. Battenheim telde op 1 januari 2022 1.552 inwoners.

## Geografie
De oppervlakte van Battenheim bedroeg op 1 januari 2022 16,88 vierkante kilometer; de bevolkingsdichtheid was toen 91,9 inwoners per km².

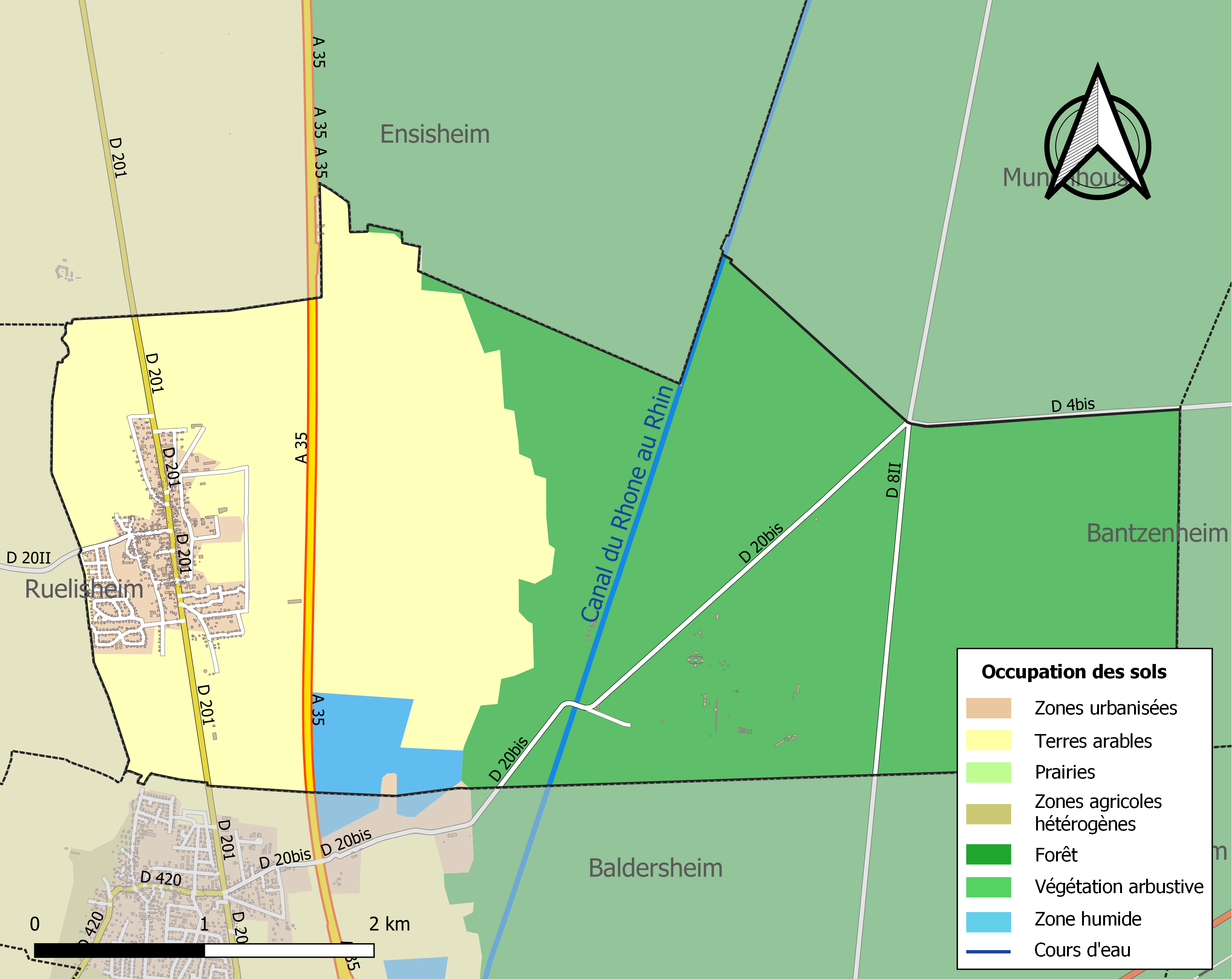
Kaart van de gemeente met de belangrijkste infrastructuur, bodemgebruik en omliggende gemeenten

## Demografie
Onderstaande figuur toont het verloop van het inwonertal (bron: INSEE-tellingen).